# Gornja Toponica (okręg toplicki)
Gornja Toponica (cyr. Горња Топоница) – wieś w Serbii, w okręgu toplickim, w mieście Prokuplje. W 2011 roku liczyła 35 mieszkańców.